# Закиев, Мирфатых Закиевич
Мирфаты́х Заки́евич Заки́ев (тат. Мирфатыйх Зәки улы Зәкиев; 14 августа 1928, д. Зайпы, Бугульминский кантон (ныне Бавлинский район) Татарской АССР — 18 августа 2023, Москва) — советский и российский лингвист, действительный член Академии наук Республики Татарстан, доктор филологических наук, профессор, заведующий отделом лексикологии и диалектологии ИЯЛИ им. Г. Ибрагимова АН РТ, академик-секретарь Татарстанского отделения Международной тюркской академии, член Турецкого лингвистического общества, почетный член президиума Международного центра тюркологии Евразийского национального университета им. Л. Н. Гумилева (Казахстан), почётный профессор Татарского государственного педагогического университета. Почётный доктор Башкирского государственного университета (2011) (ныне Уфимский университет науки и технологий), Председатель Верховного Совета Татарской АССР (1980—1990).

## Образование
В 1946—1951 годах учился на отделении татарской филологии Казанского государственного университета, которое окончил с отличием. В 1951—1954 годах учёба в аспирантуре.

## Трудовая деятельность
Начало трудовой деятельности пришлось на военные годы. Работал пастухом в колхозе (1941), затем конюхом (1942), кузнецом (1943—1946). В 1946 году поступил в Казанский государственный университет, который окончил с отличием в 1951 году. В 1954 году защитил кандидатскую диссертацию «Сказуемое в современном татарском литературном языке». Затем работал старшим преподавателем, доцентом кафедры татарского языка и литературы в Казанском государственном университете (1954—1960). Преподаваемые предметы: синтаксис татарского языка, история формирования татарского языка, проблемы возрождения и развития языков национальных меньшинств.
- 1960—1965 — зав. кафедрой татарского языка КГУ.
- 1965—1967 — проректор по науке Казанского государственного педагогического института.
- 1967—1986 — ректор Казанского педагогического института.
- 1968—1986 — зав. кафедрой татарского языкознания Казанского педагогического института.
- 1986—1996 — директор Института языка, литературы и истории КНЦ РАН (с 1992 г. — АН РТ).
- 1996—2000 — директор Института языка, литературы и искусства АН РТ.
- 1992—2002 — академик-секретарь отделения гуманитарных наук АН РТ.
- C 1986 года — заведующий отделом языкознания, с 2007 года — отделом лексикологии и диалектологии ИЯЛИ АН РТ.

## Общественная деятельность
- 1954—1956 — парторг отделения татарской филологии КГУ. 1957—1960 — секретарь парторганизации истфилфака КГУ.
- 1969—1979 — депутат Казанского горсовета.
- 1980—1990 — депутат и Председатель Президиума Верховного Совета ТАССР.
- 1961—1987 — член редколлегии журнала «Магариф»
- 1977—1986 — председатель ученой комиссии Минпроса РСФСР по национальной филологии.
- 1978—1987 — член редколлегии журнала «Советская тюркология».
- 1970 — по настоящее время — член республиканского Комитета по присуждению государственной премии им. Г.Тукая.
- 1969—2000 — председатель Советов по защите диссертаций по педагогическим и филологическим наукам.
- 1978—1991 — член Советского комитета тюркологов.
- С 1992 года — член Российского комитета тюркологов.
- С 2000 года — член редколлегии журнала KÖK Araştırmalar (Турция).
- С 2000 года — член редколлегии журнала «Фән һәм тел» («Наука и язык»).
- С 2000 года — член диссертационных советов в ИЯЛИ и КГПУ.

Член Научного совета «Язык и общество» при Отделении литературы и языка РАН.
Член комитета при Кабинете Министров Республики Татарстан по реализации Закона Республики Татарстан «О языках».

## Научная деятельность
Основные направления научных исследований:
- в области языкознания:
  - синтаксический строй татарского языка;
  - история татарского языка;
  - проблемы развития татарского языка;
  - история татарского языкознания;
- в области истории:
  - этногенез тюрков и татар.

6 июля 1963 года защитил докторскую диссертацию «Синтаксический строй татарского языка». 2 сентября 1964 года М. З. Закиеву было присвоено учёное звание профессора. В сентябре 1991 года избран академиком Академии наук Республики Татарстан.

### Научные школы
Создал научные школы в области языковых, межнациональных и межъязыковых контактов, двуязычия и многоязычия. М. З. Закиевым подготовлено более 40 научных кадров, 12 его бывших аспирантов стали докторами, профессорами и академиками различных общественных академий.

### Гипотезы М. З. Закиева в области истории народов Поволжья
Сочинения М. З. Закиева по истории народов Поволжья, в частности казанских татар и чуваш, лежат в рамках идеологии булгаризма.
В изданном под руководством М. З. Закиева сборнике «Материалы по истории татарского народа» (1995) доказывается гипотеза не только булгарских, но и скифских, алано-асских, биармийских этнических корнях современных татар.
М. З. Закиев активно выступает с критикой теории болгаро-чувашской языковой и этнической преемственности, выдвинутой Н. И. Ашмариным в работе "«Болгары и чуваши». Историк В. Д. Димитриев охарактеризовал критику М. З. Закиева, как имеющую политические доводы:

Он стремится опровергнуть ашмаринскую теорию не лингвистическими, а политическими доводами: Ашмарин, мол, был царским цензором татарских изданий (хотя этот цензор не изъял ни одной татарской книги), служил русской буржуазии, хотел поссорить чувашей с татарами, не был марксистом.— Димитриев В. Д. Об обосновании Н. И. Ашмариным теории болгаро-чувашской языковой и этнической преемственности // Известия Национальной академии наук и искусств Чувашской Республики. — 1996. — № 1. — С. 183—200.
Обратившись к эрзянскому экзоэтнониму чувашей «ветьке», М. З. Закиев предположил, что некогда на территории современной Чувашии существовал финно-угроязычный народ веда, который сменил свой этноним и язык под влиянием обычнотюркоязычных суасов.

Чуваши — потомки прежних финно-угроязычных вед; они формировались в процессе тесного общения и консолидации вед с обычнотюркоязычными суасами, в результате смешения финно-угорского и тюркского языков, перевес оказался на стороне тюркского строя, бывшим ведам закрепился и тюркский этноним суаc > чуваш.
Не вошедшая в состав чувашей часть тюркоязычных суасов принимала участие в образовании булгаро-татар.— Закиев М. З. История татарского народа (Этнические корни, формирование и развитие). / Закиев М. З. — М.: ИНСАН, 2008. — С. 32.
В книге «Волжские булгары и их потомки», написанной им в соавторстве с Я. Ф. Кузьмин-Юманади в 1993 г., М. З. Закиев предполагал, что в этногенезе чувашей участвовали некие суасы, некий народ, говоривший на монголо-тюркском смешанном языке и марийцы. В результате образовался чувашский этнос с новым языком, выбравший себе в качестве самоназвания финно-угорское слово, означавшее «река», «вода».

Вторая часть суасов ещё задолго до формирования булгарской народности перемешалась с ранними предками чувашей, говоривших на особом монголо-тюркском смешанном языке (возможно, с хазарскими кабарами), а также и с частью марийцев. В результате этого образовался новый этнос, отличающийся по языку от ранних предков чувашей, от суасов и от марийцев. Ясно, что это произошло в глубокой древности, ибо смешение языков (то есть образование третьего языка из двух) возможно лишь до возникновения классового общества, то есть до формирования народности. В классовом обществе смешение языков уже невозможно, возможна только ассимиляция. Образовавшееся из трёх разноязычных племён новое племенное объединение соседние марийцы стали называть суасламари, то есть людьми, мужчинами (по-суасски, мари — мужчина, человек), может быть и марийцами по-суасски. Этот этноним, как мы уже знаем, марийцами применяется и в наши дни для обозначения чувашей. Такое происхождение чувашей подтверждается ещё и тем, что в начальном этапе смешения марийская часть суасламари, подражая суасской части, именовавшей себя речными асами, начала называть себя также речными, применяя для этого угро-финское слово ведь (веде) ’река, вода’. Этноним веда долго служил одним из самоназваний предков современных чувашей. Ссылаясь на неопровержимые доказательства, академик М. Н. Тихомиров историю чувашей убедительно связывает с ведами. Основываясь на этом и других исторических фактах, а также на материалах современной этнографо-лингвистической экспедиции, мордовский учёный Н. Ф. Мокшин приходит к выводу: «Наиболее правильным представляется мнение М. Н. Тихомирова, указавшего на тождество чувашей с ведой, последняя упоминается, в частности, в „Слове о погибели русской земли“ наряду с буртасами, черемисами и мордвой: „Буртаси, черемиси, веда и мордва бортьничаху на князя великого Володимира“. Важное доказательство того, что чуваши в средние века действительно были известны на Руси под именем веда, — это бытование данного этнонима у мордвы, причем мордва называют так чувашей вплоть до настоящего времени».— Закиев М. З., Кузьмин-Юманади Я. Ф. Волжские булгары и их потомки. — М.: ИНСАН, Российский фонд культуры, 1993. — С. 87.
Отличия чувашского языка от собственно тюркских языков М. З. Закиев объясняет влиянием монгольского и финно-угорских языков.

Чуваши (сильное монгольское и финно-угорское влияние отдалило этот язык от обычнотюркского)— Закиев М. З. История татарского народа (Этнические корни, формирование и развитие). / Закиев М. З. — М.: ИНСАН, 2008. — С. 32.

Между тем, объективная история связывает этнические корни чувашей с ведами, которые говорили на финно-угорском языке марийского типа. По-видимому, ещё в древности их язык испытывал очень сильное влияние монгольского языка. Веды в Поволжье очень тесно общались с обычнотюркоязычными суасами (одними из предков булгаро-татар), под влиянием этого языка финно-угорский язык народа веда постепенно принимал особенности суасского языка, принял от них новый этноним суас/сувас/чувас/чуваш.— Закиев М. З. История татарского народа (Этнические корни, формирование и развитие). / Закиев М. З. — М.: ИНСАН, 2008. — С. 94.
Значимость своих идейно-теоретические концепций на исторические темы филолог М. З. Закиев объясняет необходимостью защиты национальных интересов татарского народа в вопросах основания г. Казани и исконной принадлежности земель современного Татарстана.

Татаро-татарская концепция ничего общего не имеет также с национальными интересами народа, ждущего от историков и этнологов правдивого описания его этногенетических корней. Приняв эту концепцию, мы оказались бы в ложном положении и в праздновании 1000-летия Казани. В этом случае нам пришлось бы утверждать, будто город Казань был основан в булгарский период чувашеязычными булгарами, а не предками татар.— Закиев М. З. История татарского народа (Этнические корни, формирование и развитие). / Закиев М. З. — М.: ИНСАН, 2008. — С. 113.

Чувашские булгаристы отрицают право своих татарских соперников именоваться булгарами, так как видят в них потомков только пришлых монголо-татар, узурпировавших местных булгаро-чувашей и захвативших их исконные земли.— Закиев М. З. История татарского народа (Этнические корни, формирование и развитие). / Закиев М. З. — М.: ИНСАН, 2008. — С. 331.
Идейно-теоретические концепции М. З. Закиева на исторические темы историк И. Л. Измайлов относит к фолк-хистори.

## Награды
Звания
- Почётное звание «Заслуженный деятель науки РСФСР» (1976 год) — за заслуги в области филологических наук и многолетнюю плодотворную педагогическую деятельность[7].
- Почётное звание «Заслуженный деятель науки Татарской АССР[тат.]» (1970 год)[8].
- Почётный гражданин Казани (2021 год) — за достижения в области татарского языкознания, тюркологии, этнолингвоистории и выдающийся личный вклад в развитие фундаментальной науки[9].
- Почетное звание «Заслуженный профессор Казанского университета» (2013 год)[10].

Ордена, медали
- Орден Трудового Красного Знамени (1971 год), Дружбы народов (1981 год), медаль «В память 1000-летия Казани» (2005 год), «В ознаменование 100-летия со дня рождения Владимира Ильича Ленина» (1970 год), «За доблестный труд в Великой Отечественной войне 1941—1945 гг.» (1946 год), «Тридцать лет Победы в Великой Отечественной войне 1941—1945 гг.» (1975 год),«Ветеран труда» (1985 год)[11][12].

Татарстанские
- Орден «За заслуги перед Республикой Татарстан» (2008 год)[13].
- Орден «Дуслык» (2018 год) — «за значительный вклад в развитие и сохранение языка, культуры и традиций татарского народа, плодотворную научно-исследовательскую деятельность»[14].
- Благодарность президента Республики Татарстан (2013 год) — за многолетнюю плодотворную научно-исследовательскую, педагогическую деятельность и достойный вклад в развитие гуманитарных наук[15].
- Государственная премия Республики Татарстан в области науки и техники (1994 год) — за работу «Татарская грамматика»[16].
- Золотая медаль Академии наук Республики Татарстан «За достижения в науке» (2018 год)[17].

Знаки
- Отличник высшей школы СССР (1972 год), отличник просвещения СССР (1974 год)[18].
- Почётный знак Государственного совета Республики Татарстан «За вклад в развитие парламентаризма» (2018 год)[19].

## Труды
Опубликовал около 800 научных работ, в том числе около 60 монографий, учебников и учебных пособий по проблемам татарского языка, истории татарского народа, этнической истории тюркских народов, межнациональных и межъязыковых контактов, двуязычия и многоязычия.

## Семья
Женат, имеет двоих сыновей, четырёх внуков и семерых правнуков.

## Хобби
Увлекался столярными работами, садоводством, игрой на гармони.

## Смерть
Умер в Москве 18 августа 2023 года в возрасте 95 лет.